# Klaus Lankheit

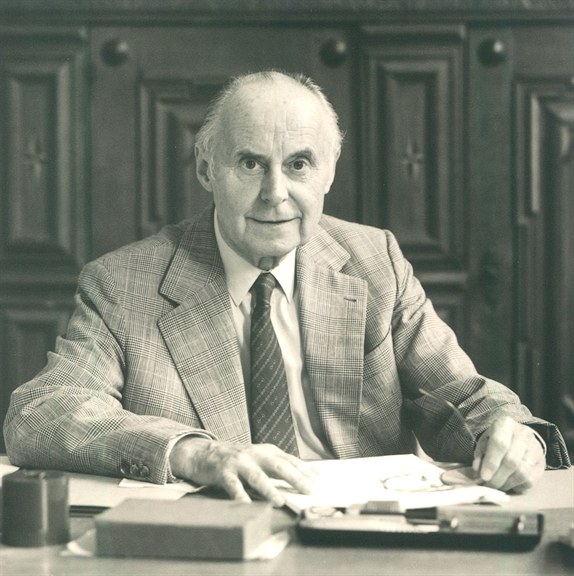
Klaus Lankheit, etwa 1985

Klaus Werner Theodor Lankheit (* 20. Mai 1913 in Landsberg an der Warthe; † 7. April 1992 in Karlsruhe) war ein deutscher Kunsthistoriker. Er war ordentlicher Professor für Kunstgeschichte an der Universität Karlsruhe und Honorarprofessor an der Universität Heidelberg. Er war einer der größten Kenner der Werke und des Lebens des Malers Franz Marc.

## Leben
Lankheit begann 1931 das Studium der evangelischen Theologie an der Universität Greifswald. Dort wurde er im Sommersemester 1931 Mitglied der Greifswalder Burschenschaft Rugia (1950 zusätzlich auch Burschenschaft Dresdensia-Rugia Frankfurt, deren Mitglied er bis 1952 war). Später studierte er zusätzlich Geschichte in Tübingen und 1934 in Berlin, schlug allerdings noch im selben Jahr die Militärlaufbahn in der Reichswehr ein. Nach der Ausbildung bei den Jägern in Lübben wurde er 1936 Fahnenjunker-Unteroffizier im Infanterie-Regiment Nr. 8 in Frankfurt/Oder. Nach Stationen an der Kriegsschule Dresden und in Berlin (Kaserne Olympisches Dorf) wurde er im Dezember 1937 Offiziersanwärter bei der motorisierten Infanterie in Magdeburg. 1938 nahm er am Einmarsch in die Tschechoslowakei teil und wurde im Oktober dieses Jahres Leutnant im motorisierten Infanterie-Regiment Nr. 66 in Burg. Im September 1939 wurde er zum Oberleutnant ernannt, nahm am Überfall auf Polen teil sowie ein Jahr später am Feldzug gegen Frankreich. Ab Januar 1940 war er bei der Deutschen Heeresmission in Rumänien eingesetzt. Er nahm als Kompanieführer am Überfall auf die Sowjetunion teil. Ab dem Winter 1941/42 absolvierte er den Generalstabslehrgang an der Kriegsakademie. Später war er von Oktober 1942 bis Mai 1943 Ia der Afrikabrigade 999, danach war er in Stabsstellungen im XIV. Panzerkorps in Italien tätig. Am 1. Januar 1944 wurde er zum Major i. G. befördert.
Nach dem Krieg studierte Lankheit ab 1945 Kunstgeschichte an der Universität Göttingen. Das Studium schloss er 1948 mit der Promotion zum Dr. phil. ab. Im Sommer 1949 fand Lankheit Anstellung als Assistent am kunsthistorischen Institut der Universität Heidelberg, wo er 1952 mit der Arbeit Die Zeichnungen des kurpfälzischen Hofbildhauers Paul Egell (1691–1752) habilitiert wurde. 1955 wurde er Dozent und 1958 außerordentlicher Professor für Kunstgeschichte an der Universität Karlsruhe. 1962 wurde er zum ordentlichen Professor ernannt. Für seine wissenschaftlichen Leistungen erhielt er das Verdienstkreuz I. Klasse der Bundesrepublik Deutschland, das Diploma di 1a classe ai Benemeriti della Scuola dalla Cultura e dell’Arte, Medaglia d’Oro, sowie den Rang eines Commendatore dell’ordine al Merito der Republik Italien und die Schillerplakette der Stadt Mannheim. 1981 wurde er emeritiert.

## Franz Marc
Ende 1948 fand Lankheit Kontakt zu Maria Marc, der Witwe von Franz Marc. In der Folgezeit half er ihr bei der systematischen Aufarbeitung des Nachlasses von Franz Marc und wurde dadurch zu einem passionierten Kenner von Leben und Werk des Malers. Sein Aufsatz Die Frühromantik und die Grundlagen der gegenstandslosen Malerei (1951) stellte die moderne Malerei in die Tradition der europäischen Malerei. Er half damit, die ideologisch motivierte Ausgrenzung der abstrakten Kunst durch die nationalsozialistische Ideologie zu überwinden. Lankheit unterstützte den Galeristen und Nachlassverwalter Maria Marcs, Otto Stangl, bei der konzeptuellen Ausarbeitung des geplanten Franz Marc Museum in Kochel am See, das 1986 eröffnet wurde. Seine Frau, Marie-Luise Lankheit, äußerte sich dazu: „Die beiden Freunde, die sich die Pflege des Marc-Erbes zur Lebensaufgabe gemacht hatten, setzten in den 80er Jahren ihre ganze Kraft ein, um mit Hilfe maßgebender Institutionen und zahlreicher Privatpersonen die Verwirklichung dieses Projektes zu erreichen.“

## Veröffentlichungen (Auswahl)
- Franz Marc, Herausgegeben von Maria Marc, Berlin, 1950.
- Das Freundschaftsbild der Romantik, Heidelberg, 1952 (= Dissertation).
- Skizzenbuch aus dem Felde, Berlin, 1956.
- Aus der Zeit um 1900, Baden-Baden, 1958.
- Das Triptychon als Pathosformel, Heidelberg, 1959.
- Franz Marc im Urteil seiner Zeit. Einführung und erläuternde Texte, Köln, 1960.
- Franz Marc, Der Turm der blauen Pferde, Stuttgart, 1961.
- Florentinische Barockplastik. Die Kunst am Hofe der letzten Medici, 1670–1743, München, 1962.
- Jacques-Louis David, Der Tod des Marats, Stuttgart, 1962.
- Revolution und Restauration, Baden-Baden, 1965; Neuaufl. als Revolution und Restauration 1785–1855, DuMont, Köln 1988, ISBN 978-3-7701-2150-2.
- Der Blaue Reiter / Wassily Kandinsky, München, 1965 (2. Aufl.: 1967, 3. Aufl.: 1979, 8. Aufl. 1980).
- Der Tempel der Vernunft: unveröffentlichte Zeichnungen von Etienne-Louis Boullée, Basel, 1968.
- Franz Marc: Katalog der Werke, Köln, 1970.
- Friedrich Weinbrenner. Beiträge zu seinem Werk, 1976.
- Franz Marc. Sein Leben und seine Kunst, Köln, 1976.
- Schriften / Franz Marc, Köln, 1978.
- Friedrich Weinbrenner und der Denkmalskult um 1800, Basel, 1979.
- Die Modellsammlung der Porzellanmanufaktur Doccia. Ein Dokument ital. Barockplastik, München, 1982.
- Der Bildhauer Michael Sandle oder Denkmäler in unserer Zeit, Mannheim, 1983.
- Wassily Kandinsky, Franz Marc, Briefwechsel, München, Zürich, 1983.
- Von der napoleonischen Epoche zum Risorgimento. Studien zur italienischen Kunst des 19. Jahrhunderts, München, 1988.
- Führer durch das Franz-Marc-Museum Kochel am See, München, 1989.